# Alí ibn Abd-Al·lah ibn al-Abbàs
Alí ibn Abd-Al·lah ibn al-Abbàs —àrab: علي بابن عبد الله بن العباس, ʿAlī b. ʿAbd Allāh ibn al-ʿAbbās— (691- vers 736), besnebot de Mahoma, fou l'ancestre dels abbàssides, fill de Zura bint Mixrah i d'Abd-Al·lah ibn al-Abbàs, i net d'Al-Abbàs ibn Abd-al-Múttalib, oncle del Profeta.
Era considerat el quraixita més pietós del seu temps i per les seves constants pregàries va rebre el malnom d'al-Sajjad (‘el Qui s'agenolla sovint per pregar’). Va conspirar contra els omeies i fou expulsat de Damasc pel califa Al-Walid ibn Abd-al-Màlik; es va establir al districte de Sharat a la frontera entre Aràbia i Palestina.
Va morir entre el 735 i el 737 a Humayma, una vila que va ser centre de la propaganda abbàssida. El seu fill Muhàmmad fou reconegut cap dels abbàssides (fou el pare dels futurs califes as-Saffah i al-Mansur).